# РФ-8-ГАЗ-98
РФ-8 (ГАЗ-98) — самоходные сани, снабжённые двигателем с толкающим воздушным винтом (пропеллером), который приводится в движение двигателем внутреннего сгорания. Это транспортное средство, предназначенное для передвижения по снегу и льду.
Распоряжением СНК № 8864рс от 25 августа 1941 года и постановлением ГКО № 516сс было организовано ОКБ НКРФ (главный конструктор М. В. Веселовский).
Конструкторским бюро были спроектированы и построены на Заводе имени 25 Октября аэросани РФ-6.
По результатам испытаний аэросани были доработаны и получили наименование РФ-8.
Постановлением ГКО № 1057сс от 24 декабря 1941 года аэросани были приняты к серийному производству на филиале автомобильного завода ГАЗ «Автобусный завод» (ГЗА). В различных документах аэросани именуются: «98», РФ-8, РФ-8-ГАЗ-98, ГАЗ-98, 743-98.
В 1942—1943 годах появилась модель ГАЗ-98К. В ней автомобильный двигатель был заменён на пятицилиндровый авиационный двигатель М-11 с воздушным охлаждением мощностью 110 л. с.